# Platypeza taeniata
Platypeza taeniata är en tvåvingeart som beskrevs av Snow 1894. Platypeza taeniata ingår i släktet Platypeza och familjen svampflugor. Inga underarter finns listade i Catalogue of Life.